# 訃報 1997年3月
訃報 1997年3月（ふほう 1997ねん3がつ）では、1997年（平成9年）3月中に物故した、又は物故が報じられた人物についてまとめる。

## （1日 - 15日）

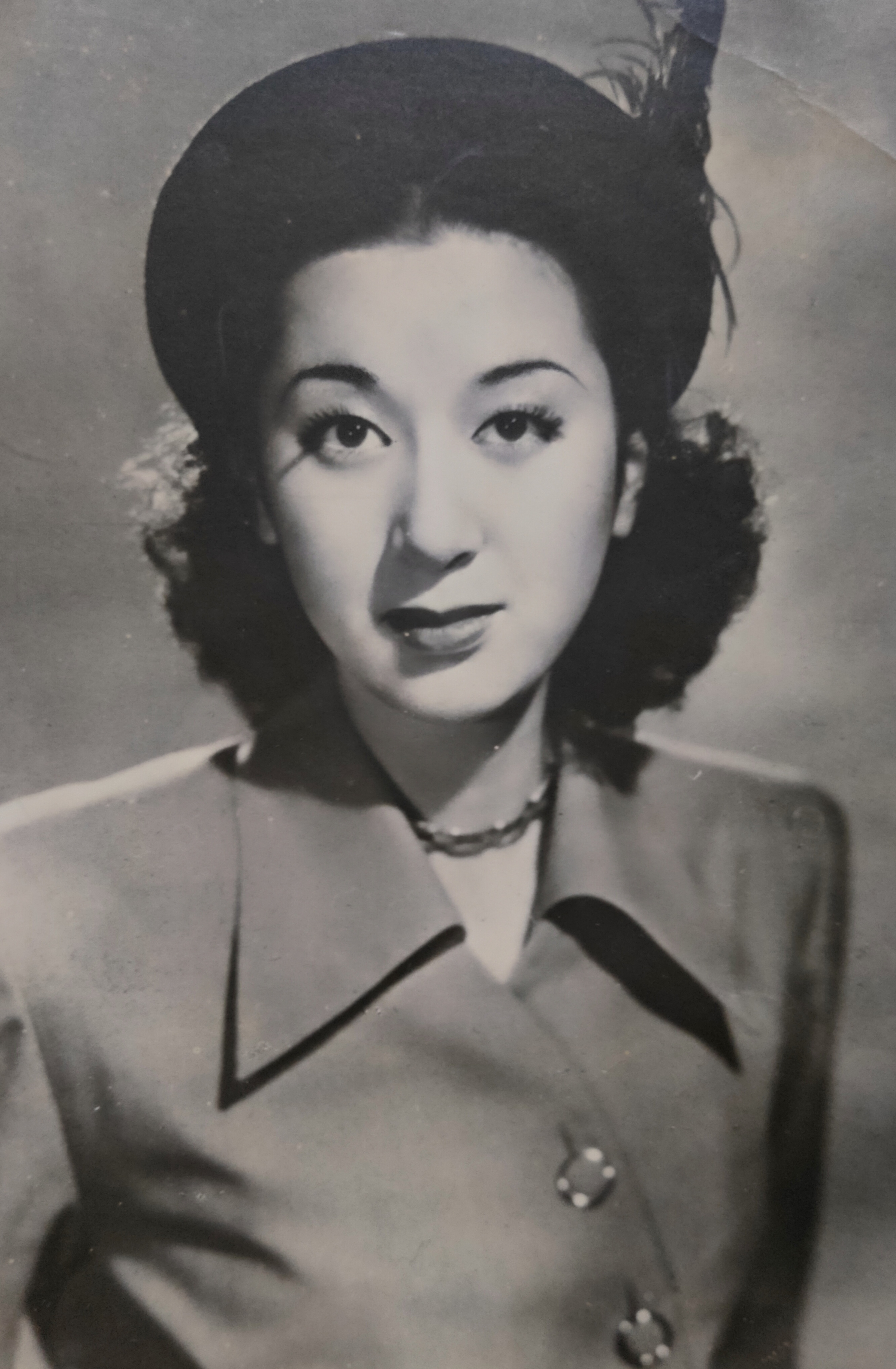
喜多川千鶴／3月4日没

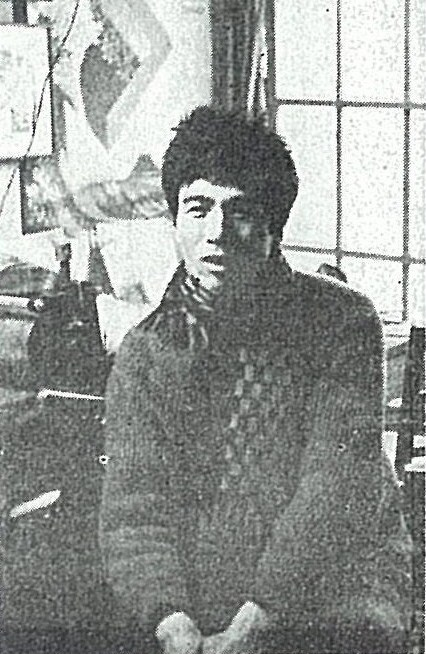
池田満寿夫／3月8日没

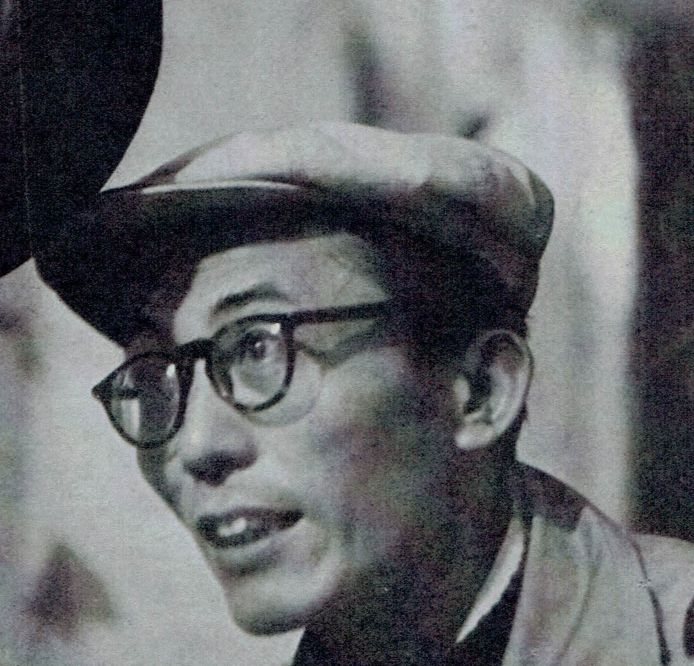
大庭秀雄／3月10日没

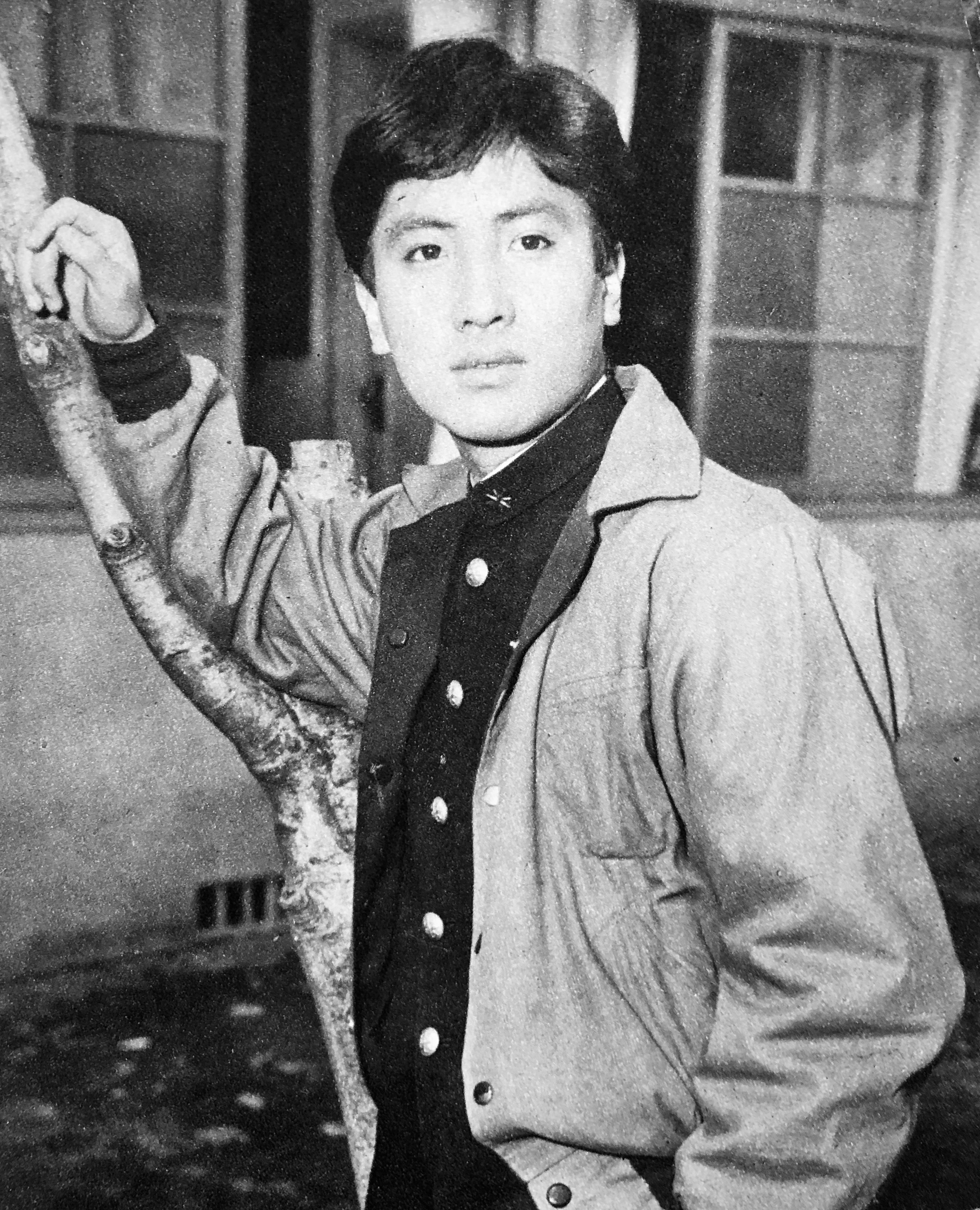
萬屋錦之介／3月10日没

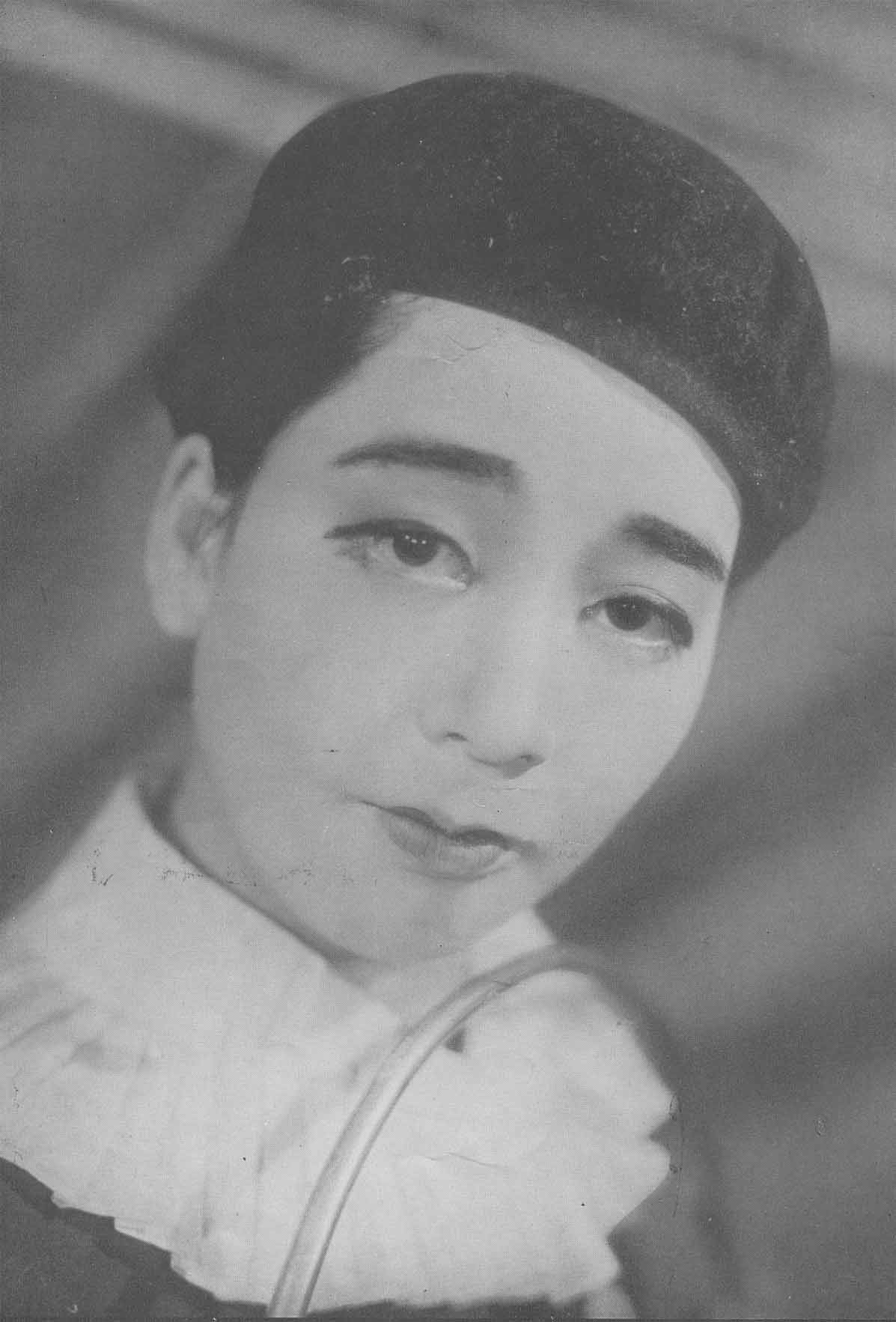
葦原邦子／3月13日没

- 3月2日 - 竹内理三、歴史学者（* 1907年）
- 3月4日 - 喜多川千鶴、女優（* 1930年）
- 3月7日 - 北村英三、俳優（* 1922年）
- 3月8日 - ジェリー・ハスコック、アニメーター（* 1911年）
- 3月8日 - 山崎巌、脚本家（* 1929年）
- 3月8日 - 池田満寿夫、画家・版画家（* 1934年）
- 3月8日 - 鈴木誠一、声優（* 1947年）
- 3月9日 - ノトーリアス・B.I.G.、ラッパー (* 1972年)
- 3月10日 - 大庭秀雄、映画監督（* 1910年）
- 3月10日 - 萬屋錦之介[1]、俳優（* 1932年）
- 3月13日 - 葦原邦子、女優（* 1912年）
- 3月14日 - ジョセフ・フックス、ヴァイオリニスト（* 1899年）
- 3月15日 - 木下勇、元プロ野球選手（* 1920年）

## （16日 - 31日）

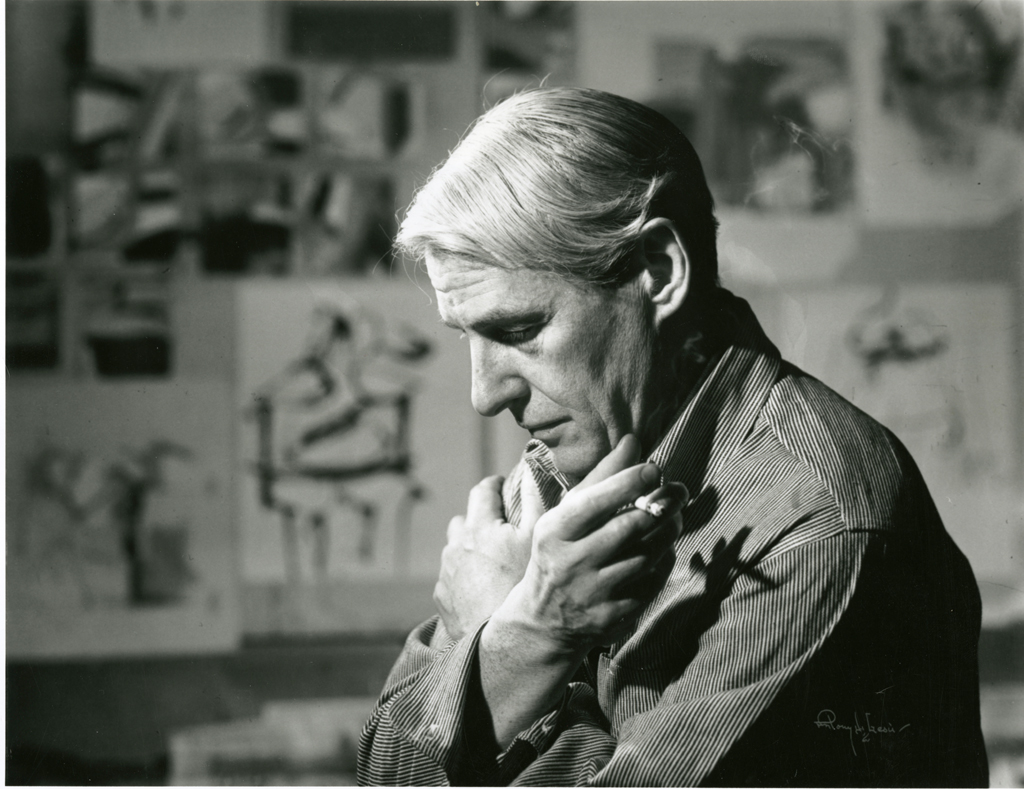
ウィレム・デ・クーニング／3月19日没

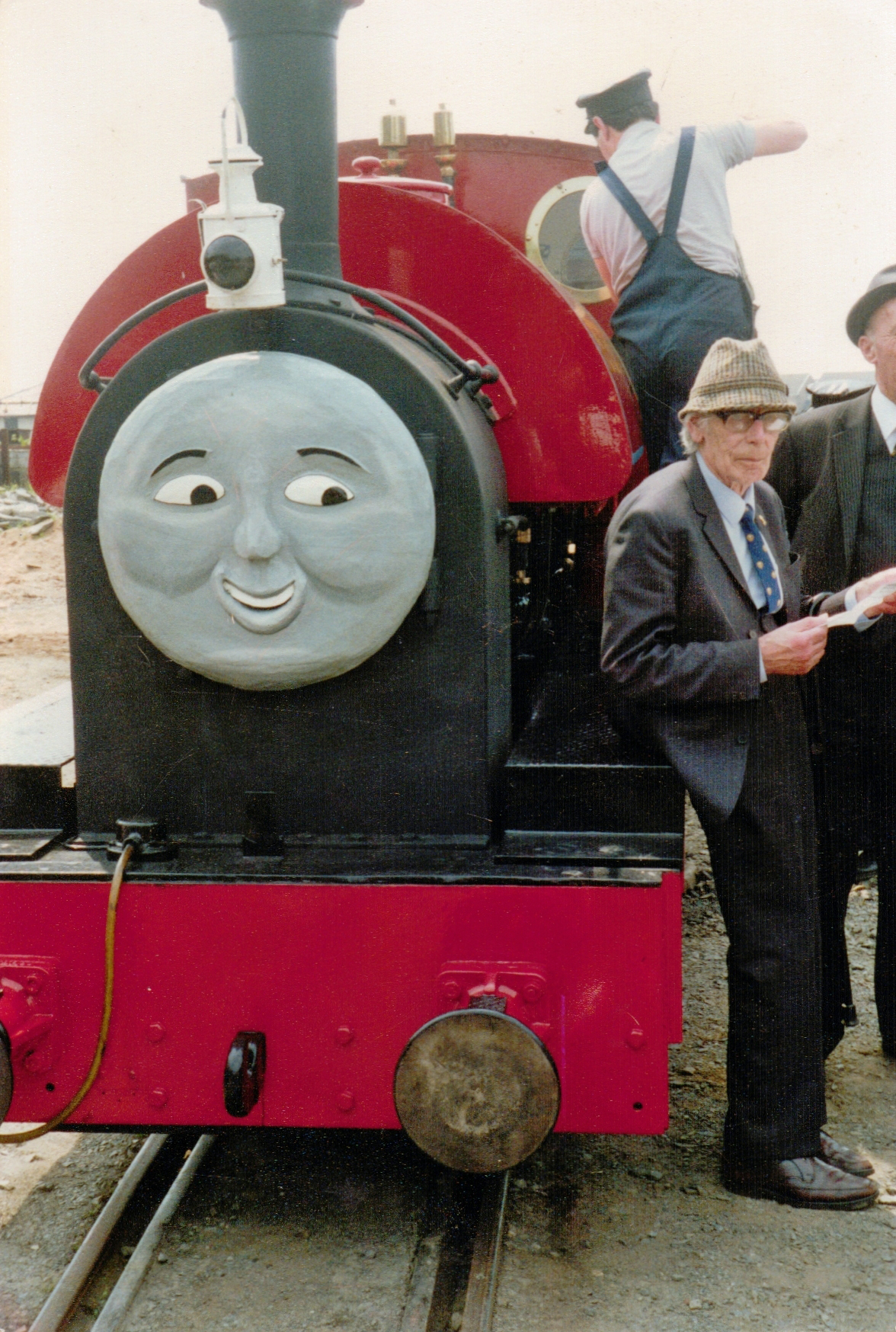
ウィルバート・オードリー／3月21日没

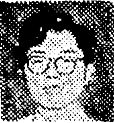
香山健一／3月21日没

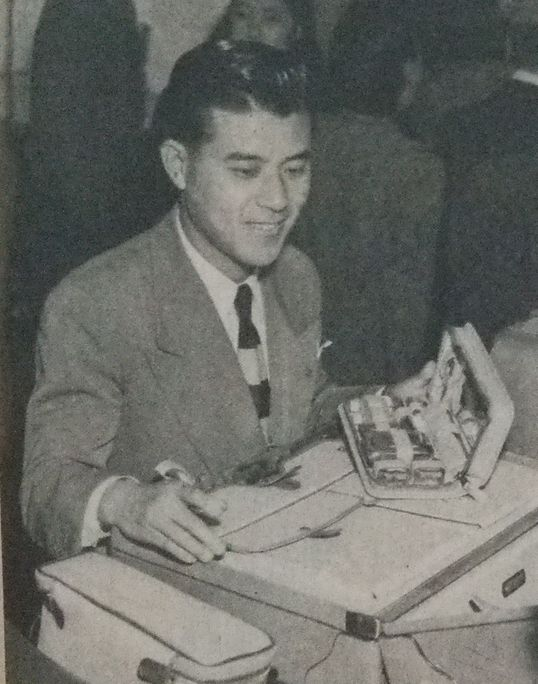
鶴田六郎／3月30日没

- 3月17日 - 園田光慶、漫画家（* 1940年）
- 3月19日 - ウィレム・デ・クーニング、画家（* 1904年）
- 3月20日 - 安原美穂、検察官（* 1919年）
- 3月20日 - カルロ・ファッシ、フィギュアスケート選手（* 1929年）
- 3月20日 - ロニー・バロン、アメリカ合衆国のミュージシャン（* 1943年）
- 3月21日 - ウィルバート・オードリー、汽車のえほん作者（* 1911年）
- 3月21日 - 香山健一、政治学者（* 1933年）
- 3月23日 - 田山力哉、映画評論家（* 1930年）
- 3月24日 - ビル・ミラー、プロレスラー、獣医（* 1927年）
- 3月26日 - マーシャル・アップルホワイト、ヘヴンズ・ゲート教祖（* 1931年）
- 3月27日 - 椎谷建治、俳優（* 1947年）
- 3月28日 - 田村孟、脚本家（* 1933年）
- 3月29日 - 小林吉雄、プロ野球選手（* 1919年）
- 3月30日 - 鶴田六郎、歌手（* 1916年）